# Погребак Іван Павлович
Іван Павлович Погребак (1901, місто Лисичанськ Бахмутського повіту Катеринославської губернії, тепер Луганської області — квітень 1984, місто Ворошиловград, тепер Луганськ) — радянський партійний діяч та діяч вугільної промисловості СРСР, секретар ЦК КП(б) Казахстану, секретар Ворошиловградського обкому КП(б)У.

## Життєпис
З 1913 до 1924 року працював вибірником породи, погоничем коней, лампівником, номерником, машиністом компресора-насосу, машиністом лебідки, плитовим, молотобійцем, ковалем на шахтах міста Лисичанська.
З 1924 до 1926 року — слухач Донецького гірничого робітничого факультету. У 1926—1930 роках — студент Донецького гірничого інституту імені Сталіна, гірничий інженер.
Член ВКП(б).
У 1930—1932 роках — завідувач дільниці, завідувач механізації шахти імені ОДПУ міста Лисичанська.
У 1932—1937 роках — директор Лисичанського гірничопромислового училища Донецької області.
У 1937—1939 роках — начальник технічного відділу тресту «Лисичанськвугілля» Ворошиловградської області.
У 1939—1941 роках — партійний організатор ЦК ВКП(б) шахти № 1-біс «Криворіжжя» тресту «Серговугілля» Ворошиловградської області.
До травня 1941 року — 1-й секретар Лисичанського районного комітету КП(б)У Ворошиловградської області.
17 травня 1941 — 1942 року — секретар Ворошиловградського обласного комітету КП(б)У з вугільної промисловості.
9 липня 1942 — 15 лютого 1943 року — секретар ЦК КП(б) Казахстану з вугільної промисловості.
У 1943 році — секретар Карагандинського обласного комітету КП(б) Казахстану з вугільної промисловості.
У 1943 (затверджений в червні 1945)—1947 роках — заступник секретаря Ворошиловградського обласного комітету КП(б)У з вугільної промисловості — завідувач відділу вугільної промисловості Ворошиловградського обласного комітету КП(б)У.
У 1947—1954 роках — начальник відділу керівних кадрів, заступник начальника комбінату, начальник Управління робітничих кадрів комбінату «Ворошиловградвугілля» Ворошиловградської області.
У 1954—1956 роках — голова Ворошиловградського обласного комітету профспілки вугільників.
З 1956 року — на пенсії в місті Ворошиловграді (Луганську).
У 1958—1964 роках — начальник відділу, старший інженер БТІ Ради народного господарства Луганського економічного адміністративного району.

## Нагороди
- орден Трудового Червоного Прапора
- медалі